# ジップロック
ジップロック（英語: Ziploc）は、SCジョンソンが製造・販売するファスナー付きのプラスチック・バッグ。食料保存袋として広く使われている。日本では旭化成ホームプロダクツが販売している。

## 米国での歴史
1951年、Flexigripが創立されて、Borge Madisonの技術を使ってプラスチック・ファスナーを、おもにルーズリーフ・バインダーやブリーフケースの中身用に開発・販売していた。その後、製品を包むバッグの需要が多いことに気づき、1961年、日本の生産日本社（セイニチ）からMinigrip型プラスチック・ファスナーのアメリカでの製造・販売権を得て、Minigrip社を設立した。1964年にはMinigrip社はダウ・ケミカルと食料品用（スーパーマーケット向け）の製品の全米独占的ライセンスでの製造・販売に乗り出して、これは大成功となった。
1968年、Ziplocブランドが立ち上げられ、テストマーケットされた。その後、ダウ・ケミカルはプラスチック・バッグの生産のスピードを改良してより安い材料を提供した。
1978年、Minigrip社はSignodeに買われて、その子会社となった。1986年、Signodeとダウ・ケミカルはZip-Pakを設立。1991年には、イリノイ・ツール・ワークス（ITW）がダウ・ケミカルのZip-Pak持ち株を買ったので、Zip-PakはITWの完全子会社となった。
1997年、SCジョンソンがダウ・ケミカルのZiplocを含むDowBrandsを買収して、今に至っている。買い値は13 - 17億ドルと言われている。

## 日本では
日本では当初ライオンが販売権を保有していたが、1996年に旭化成に販売権が移行し、現在は旭化成ホームプロダクツが販売している。日本における商標権はSCジョンソンと旭化成ホームプロダクツが共有している（登録商標第2203799号ほか）。商品ラインナップは、フリーザーバッグ、イージージッパー®、デザインバッグ・リボン、ストレージバッグ、コンテナーなど。